# ワモス・エア
ワモス・エア（英語：Wamos Air、旧プルマントゥール・エア）はスペインのマドリードにあるチャーター航空会社。主にハブ空港であるアドルフォ・スアレス・マドリード＝バラハス空港からカリブ海方面への長距離線を運航し、年間40万人以上の旅客を輸送している。

## 歴史
エア・プルマントゥール（現ワモス・エア）は2003年に設立され、同年6月23日にボーイング747型機を使用しマドリードからメキシコのカンクンまでの路線で運航を開始した。設立当初はスペインの旅行会社マルサンスの子会社であったが、2006年11月にアメリカのロイヤル・カリビアン・クルーズ社に売却された。2007年3月時点での従業員数は53名である。2014年12月19日に、ワモスグループは社名をワモス・エアに変更した。

## 就航都市

### ヨーロッパ
- スペイン
  - マドリード
- イタリア
  - ヴェネツィア
- デンマーク
  - コペンハーゲン
- フィンランド
  - ヘルシンキ
- ギリシャ
  - アテネ

### 南北アメリカ
- メキシコ
  - カンクン
- アルバ
  - オラニエスタッド
- ドミニカ共和国
  - サントドミンゴ
  - プンタ・カーナ
- ベネズエラ
  - ポルラマル

## 保有機材
2019年3月時点でのワモス・エアの機材は以下の通りである。
| 機種              | 保有数 | 座席数（C/Y） |
| ----------------- | ------ | ------------- |
| ボーイング747-400 | 6      | 529（12/517） |
| エアバスA330-200  | 5      | 327（20/307） |

ワモス・エアでは座席に2クラス制を導入しており、上級クラスであるビジネスクラスと、下級クラスで通常のエコノミークラスにあたるツーリストクラスの2種類を提供している。

## 画像

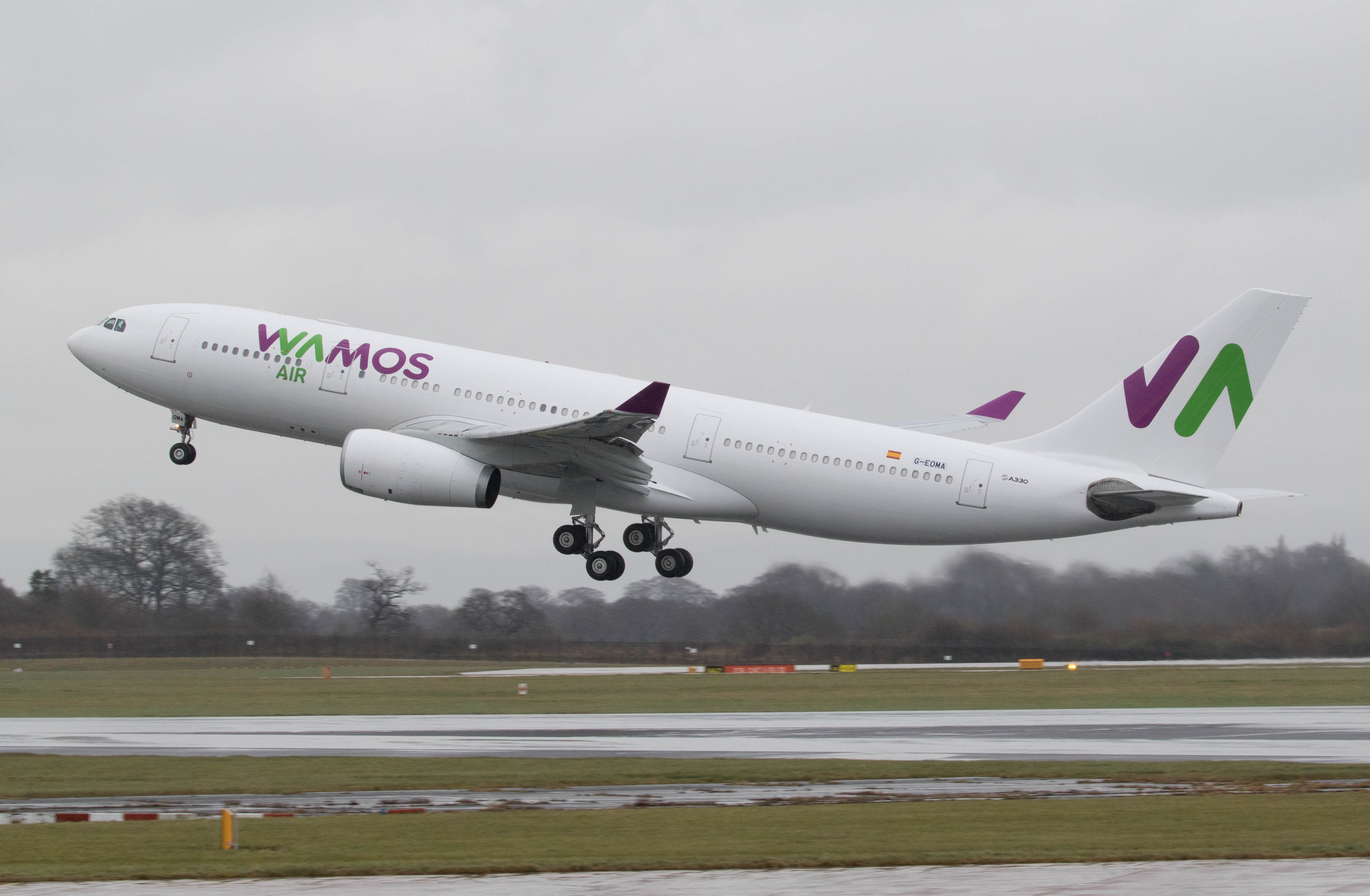
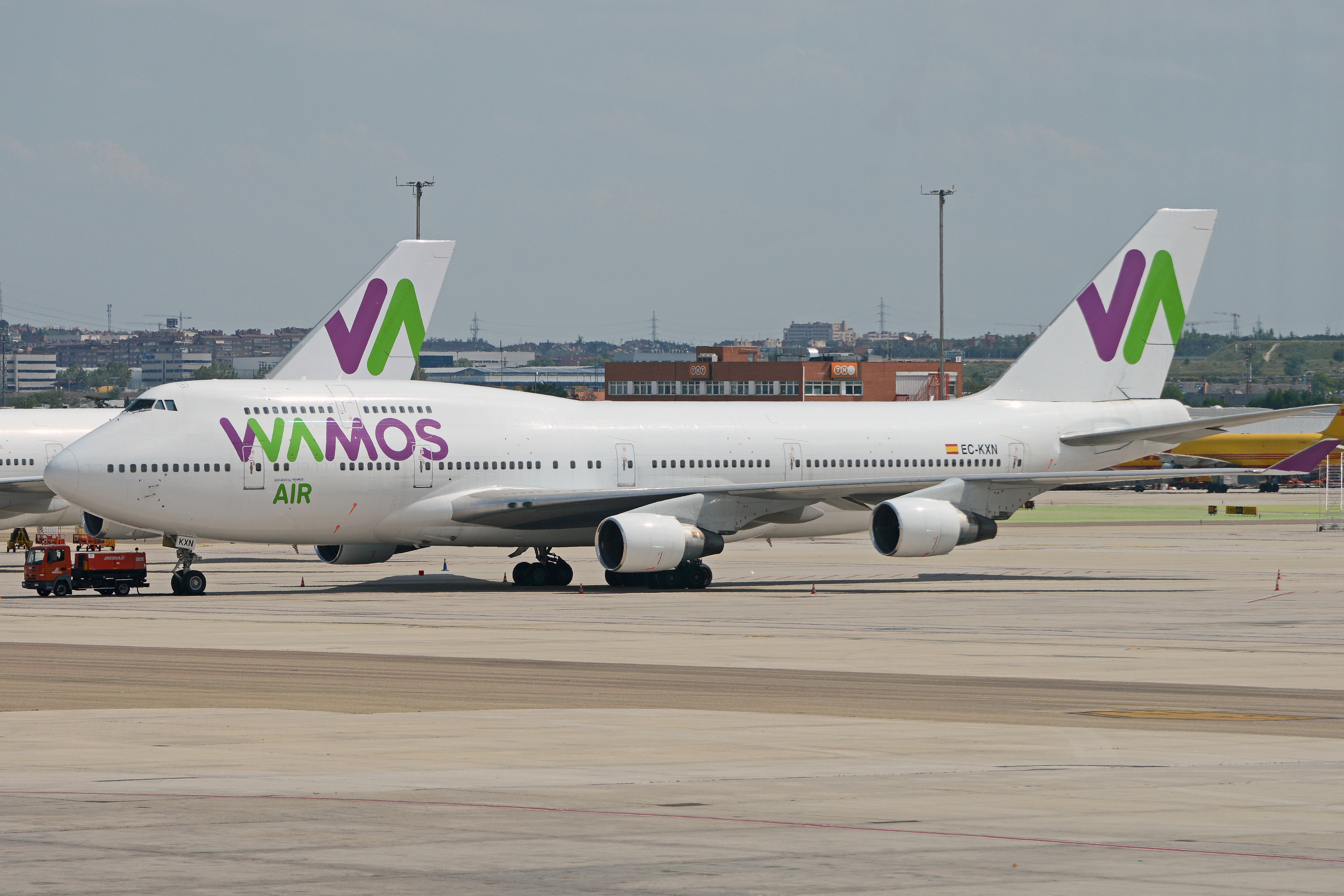
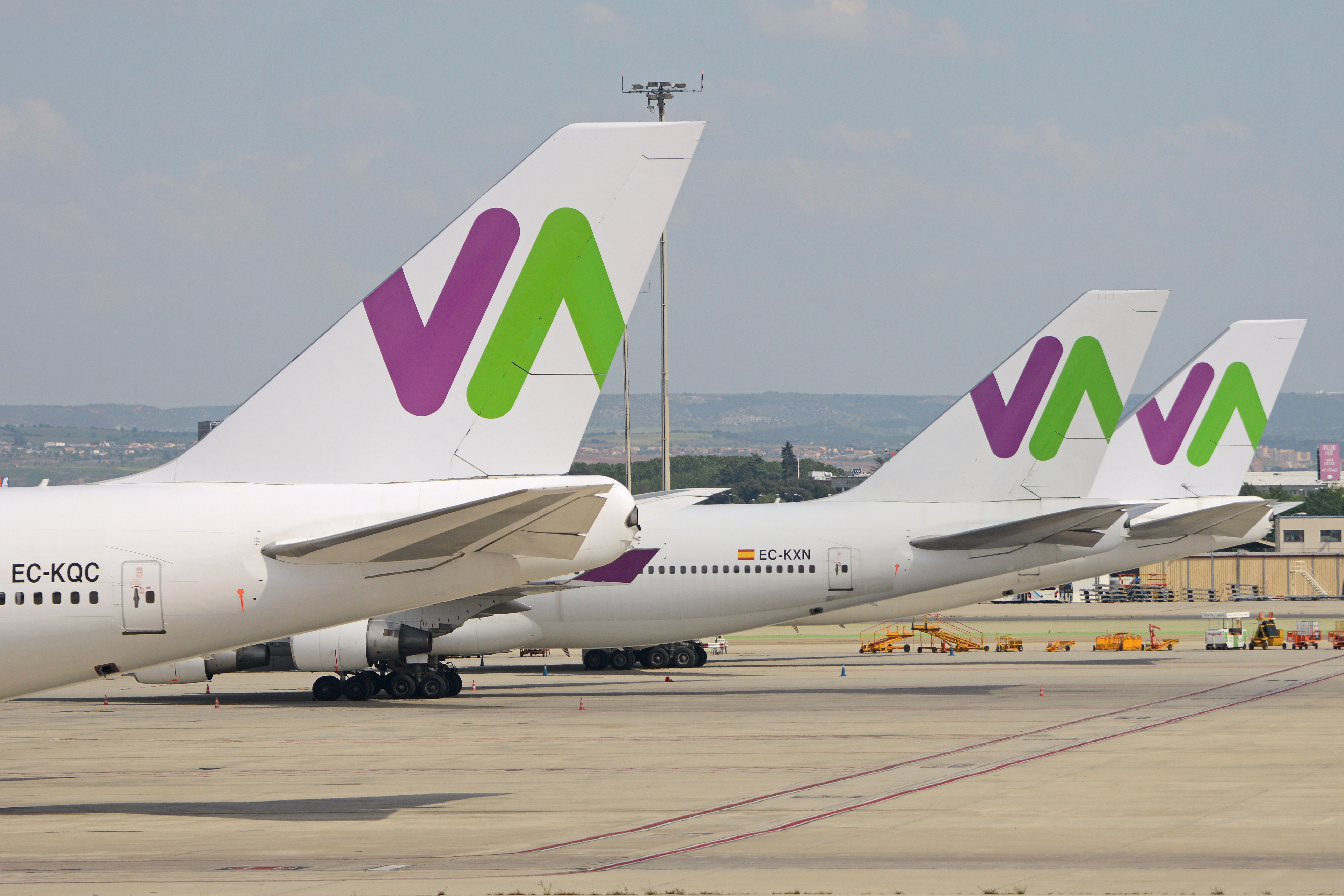
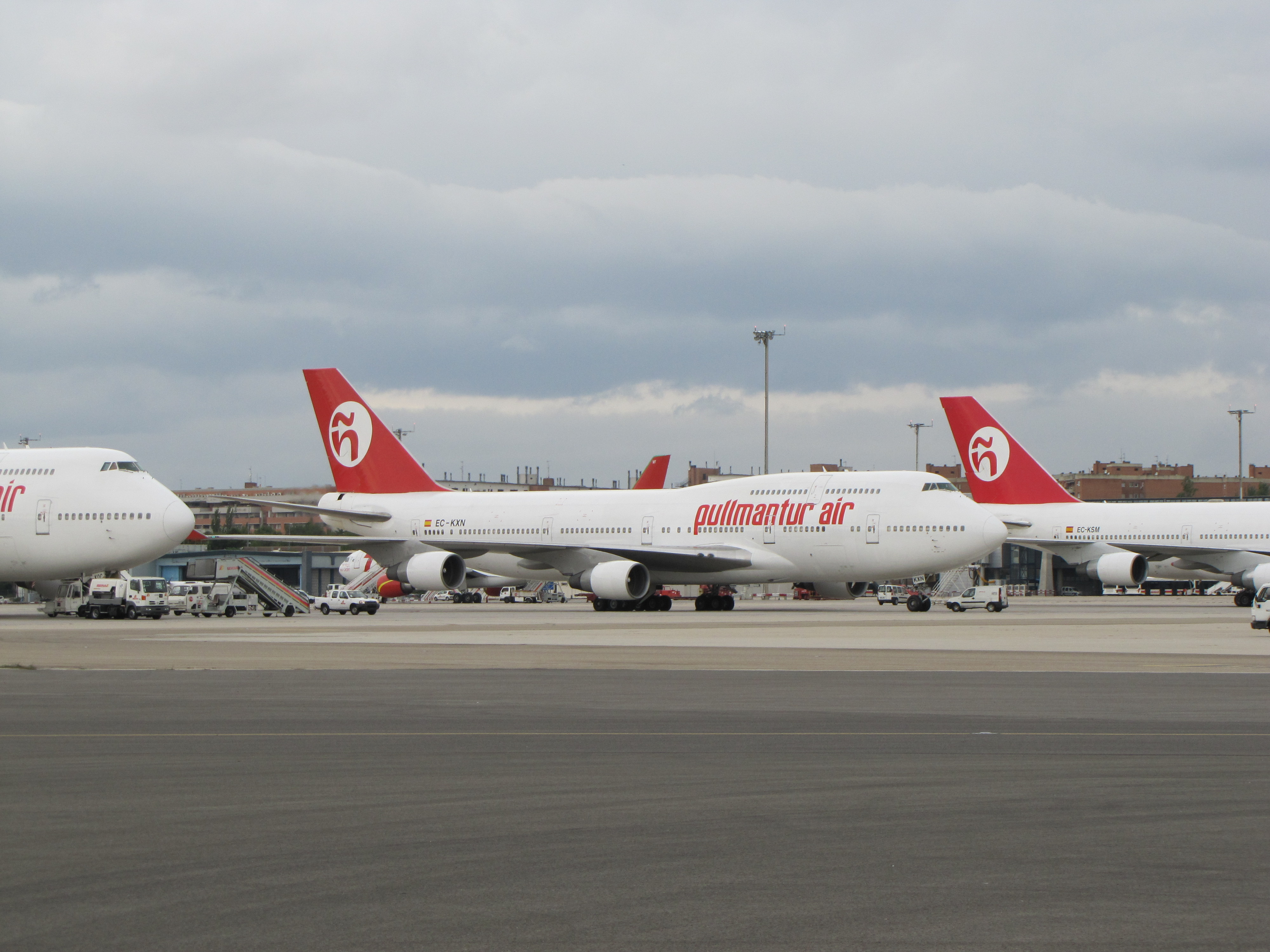
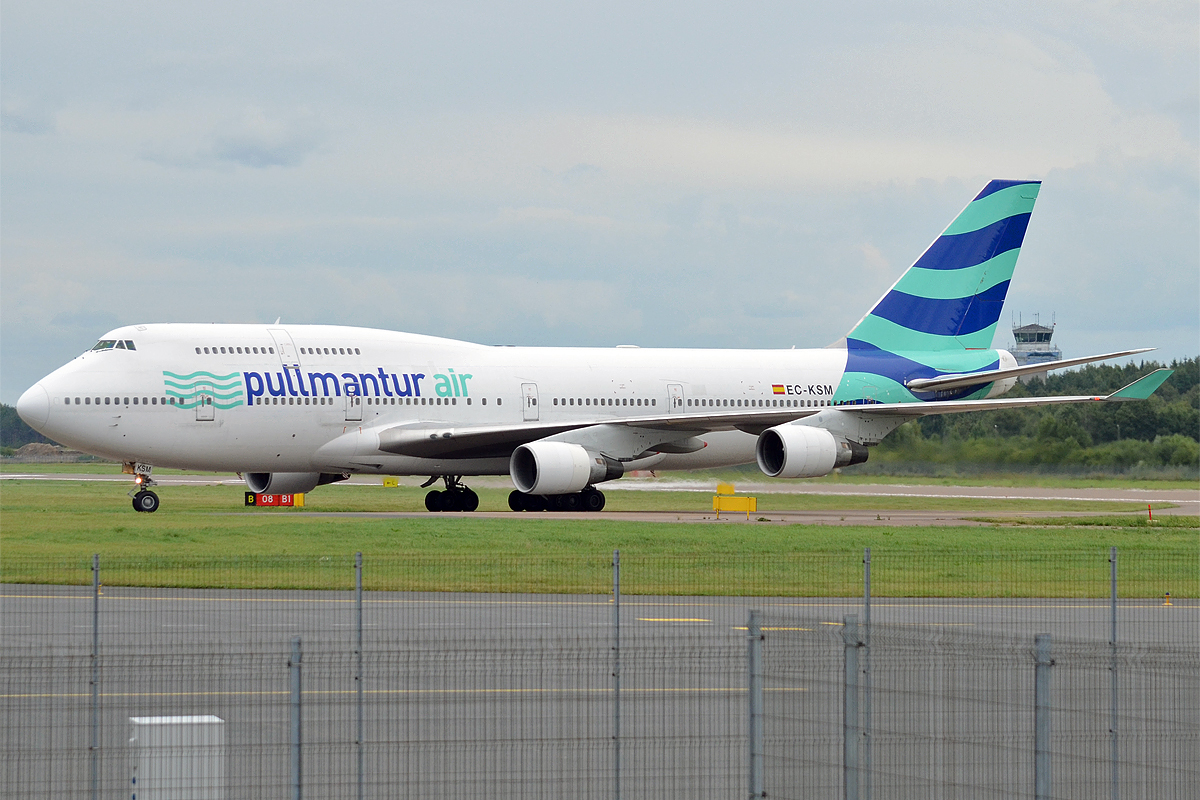
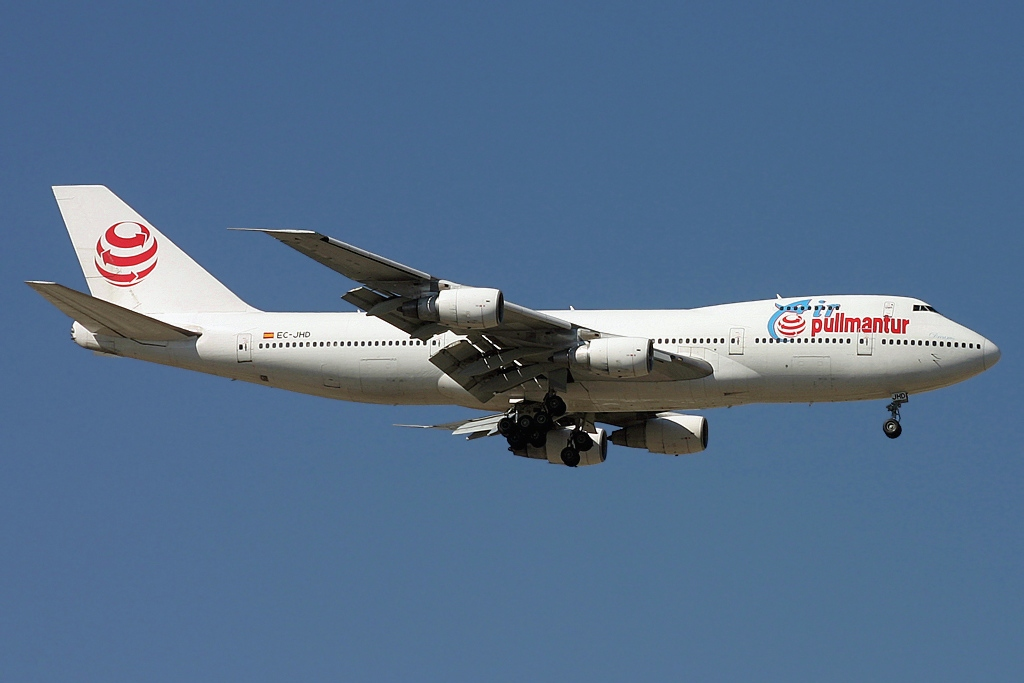
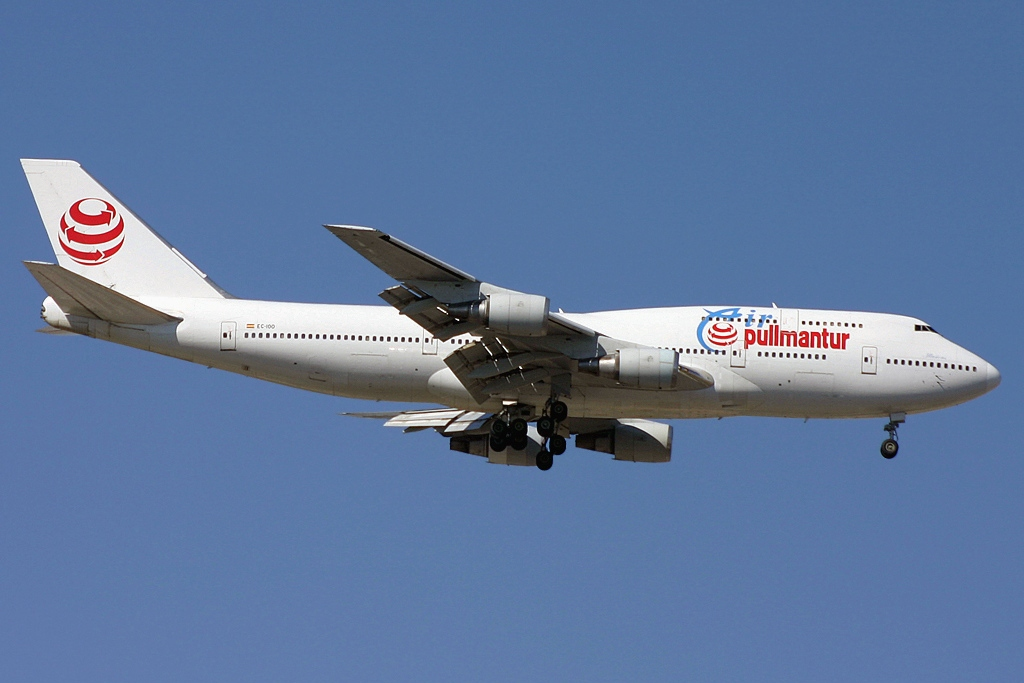

## 退役機材
- ボーイング747-200/-200M
- ボーイング747-300